# Stiphodon percnopterygionus
Stiphodon percnopterygionus is een straalvinnige vissensoort uit de familie van grondels (Gobiidae). De wetenschappelijke naam van de soort is voor het eerst geldig gepubliceerd in 1998 door Watson & Chen.